# World Series of Poker 2022

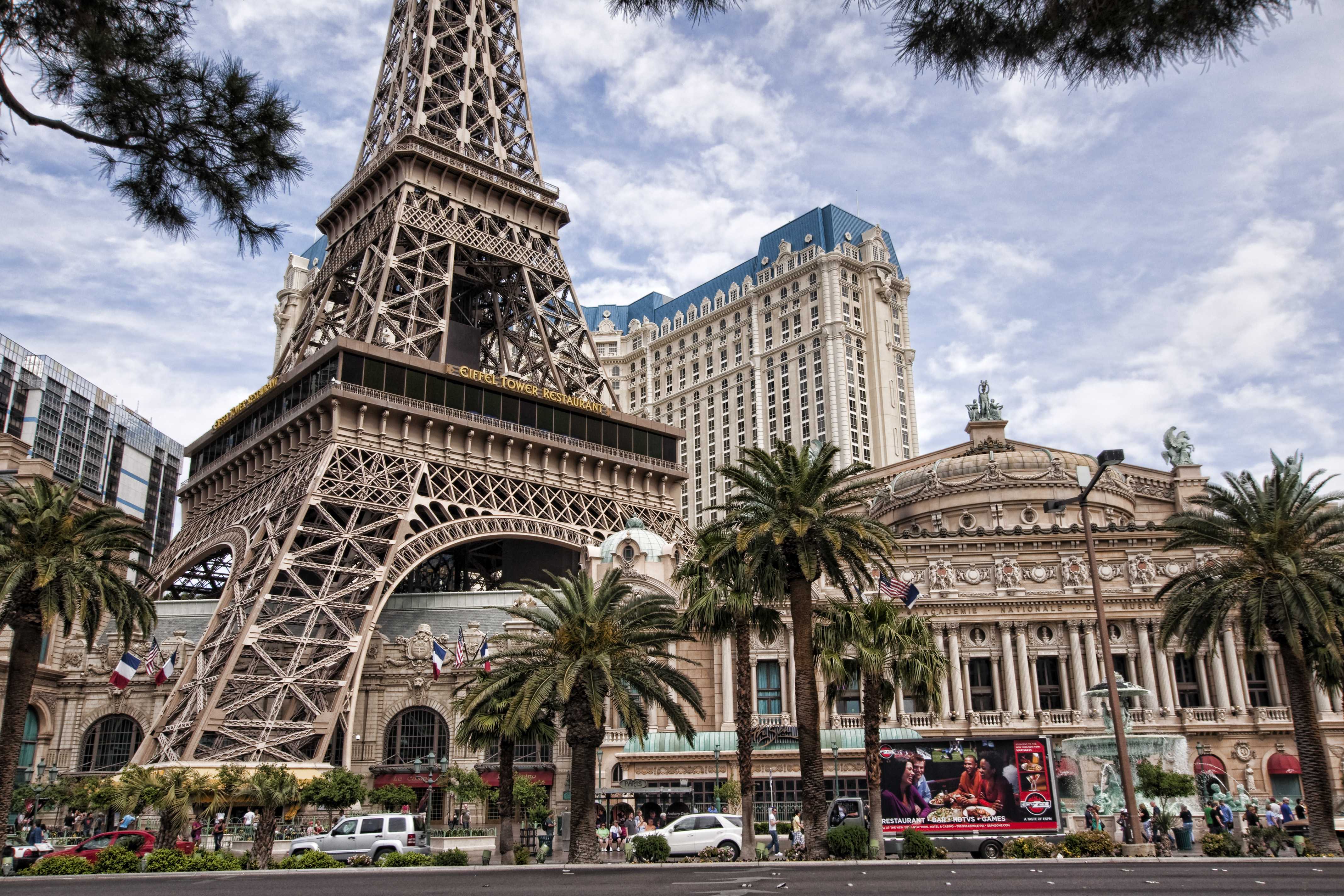
Paris Las Vegas

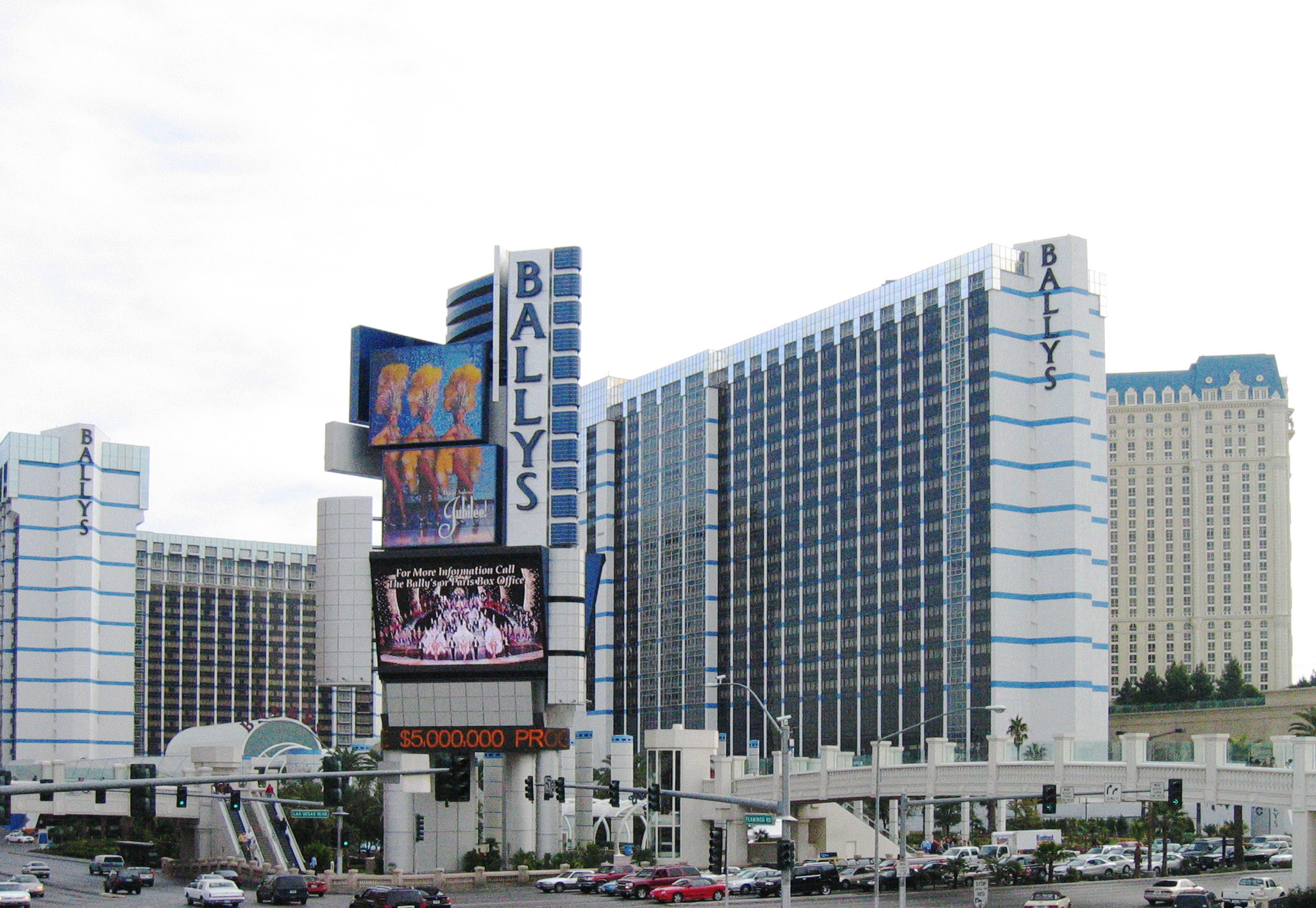
Bally’s Las Vegas

De World Series of Poker (WSOP) 2022 vormden de 53e jaarlijkse World Series of Poker (WSOP). Tussen 31 mei en 20 juli werden er 88 toernooien gespeeld om de verschillende titels. Het entreegeld voor deze toernooien ligt tussen de $400 en $250.000. De WSOP-toernooien vonden dit jaar voor het eerst plaats in Paris en  Bally's aan de Las Vegas Strip. Ook werden er 13 toernooien op WSOP.com online gespeeld.
Het hoofdtoernooi is het $10.000 No Limit Hold'em Main Event, waarvan de winnaar zich een jaar lang de officieuze wereldkampioen poker mag noemen. Dit toernooi begon op 3 juli en duurde tot en met 16 juli. Espen Jørstad won het Main Event.

## Toernooien
Bron: 
|  | High stakes-toernooi (buy-in van $10.000 of hoger) |
|  | Telt niet mee voor de Speler van het Jaar ranking  |

| #  | Toernooi                                               | Deelnemers | Winnaar                       | Prijs       | Runner-up                      |
| -- | ------------------------------------------------------ | ---------- | ----------------------------- | ----------- | ------------------------------ |
| 1  | $500 Casino Employees No-Limit Hold'em                 | 832        | Kate Kopp                     | $65.168     | Wyatt Frost                    |
| 2  | $100.000 High Roller Bounty No-Limit Hold'em           | 46         | David Peters                  | $1.166.810  | Chance Kornuth                 |
| 3  | $2.500 Freezeout No-Limit Hold'em                      | 752        | Scott Seiver                  | $320.059    | Alexander Farahi               |
| 4  | $1.500 Dealers Choice 6-Handed                         | 430        | Bradley Ruben                 | $126.288    | Jaswinder Lally                |
| 5  | $500 The Housewarming No-Limit Hold'em                 | 20.080     | Henrieto Acain                | $701.215    | Jared Kingery                  |
| 6  | $25.000 Heads Up No-Limit Hold'em Championship         | 64         | Dan Smith                     | $509.717    | Christoph Vogelsang            |
| 7  | $1.500 Omaha Hi-Lo 8 or Better                         | 1.086      | Amnon Filippi                 | $252.718    | Matt Vengrin                   |
| 8  | $25.000 High Roller No-Limit Hold'em                   | 251        | Chad Eveslage                 | $1.415.610  | Jake Schindler                 |
| 9  | $1.500 Seven Card Stud                                 | 329        | Alex Livingston               | $103.282    | Daniel Weinman                 |
| 10 | $10.000 Dealers Choice 6-Handed Championship           | 123        | Ben Diebold                   | $299.488    | Mike Gorodinsky                |
| 11 | $600 No-Limit Hold'em Deepstack                        | 5.715      | Raj Vohra                     | $335.286    | Qing Liu                       |
| 12 | $50.000 High Roller No-Limit Hold'em                   | 85         | Jake Schindler                | $1.328.068  | Brekstyn Schutten              |
| 13 | $1.500 Limit Hold'em                                   | 522        | Michael Moncek                | $145.856    | Ben Ross                       |
| 14 | $1.500 No-Limit Hold'em 6-Handed                       | 2.393      | Leo Soma                      | $456.889    | Thomas Schultz                 |
| 15 | $10.000 Omaha Hi-Lo 8 or Better Championship           | 196        | Daniel Zack                   | $440.757    | Dustin Dirksen                 |
| 16 | $3.000 No-Limit Hold'em                                | 1.240      | Stefan Lehner                 | $558.616    | Toby Boas                      |
| 17 | $2.500 Mixed Triple Draw Lowball                       | 309        | Dominick Sarle                | $164.243    | Jerry Wong                     |
| 18 | $1.000 Freezeout No-Limit Hold'em                      | 2.663      | Bryan Schultz                 | $330.057    | Young Sik Eum                  |
| 19 | $25.000 High Roller Pot-Limit Omaha                    | 195        | Tong Li                       | $1.467.739  | Fabian Brandes                 |
| 20 | $1.500 Limit 2-7 Lowball Triple Draw                   | 350        | Denis Nesterenko              | $108.250    | Von Altizer                    |
| 21 | $1.500 Monster Stack No-Limit Hold'em                  | 6.501      | Mike Jukich                   | $966.577    | Mateusz Moolhuizen             |
| 22 | $10.000 Seven Card Stud Championship                   | 95         | Adam Friedman                 | $248.254    | Jean Gaspard                   |
| 23 | $3.000 Limit Hold'em 6-Handed                          | 213        | Jeremy Ausmus                 | $142.147    | Michael Rocco                  |
| 24 | $1.000 FLIP & GO No-Limit Hold'em                      | 1.329      | Christopher Chatman           | $187.770    | Rafi Elharar                   |
| 25 | $800 No-Limit Hold'em Deepstack                        | 4.062      | Rajaee Wazwaz                 | $358.346    | Robert Crow                    |
| 26 | $10.000 Limit Hold'em Championship                     | 92         | Jonathan Cohen                | $245.678    | Kyle Dilschneider              |
| 27 | $1.500 Shootout No-Limit Hold'em                       | 1.000      | Michael Simhai                | $240.480    | David Dowdy                    |
| 28 | $50.000 High Roller Pot-Limit Omaha                    | 106        | Robert Cowen                  | $1.393.816  | Dash Dudley                    |
| 29 | $1.500 No-Limit 2-7 Lowball Draw                       | 437        | Maxx Coleman                  | $127.809    | Thomas Newton                  |
| 30 | $1.000 Pot-Limit Omaha 8-Handed                        | 1.891      | Daniel Weinman                | $255.359    | Jamey Hendrikson               |
| 31 | $10.000 Limit 2-7 Lowball Triple Draw Championship     | 118        | Brian Hastings                | $292.146    | Eric Wasserson                 |
| 32 | $1.500 H.O.R.S.E.                                      | 773        | Steve Albini                  | $196.089    | James Morgan                   |
| 33 | $3.000 No-Limit Hold'em 6-Handed                       | 1.348      | Nino Ullmann                  | $594.079    | Timothy Flank                  |
| 34 | $1.500 Freezeout No-Limit Hold'em                      | 1.774      | Justin Pechie                 | $364.899    | Samuel Bifarella               |
| 35 | $2.500 Mixed Big Bet Event                             | 281        | Lok Chan                      | $144.338    | Drew Scott                     |
| 36 | $1.500 Seven Card Stud Hi-Lo 8 or Better               | 471        | Ali Eslami                    | $135.260    | Chris Papastratis              |
| 37 | $1.500 Millionaire Maker No-Limit Hold'em              | 7.961      | Yuliyan Kolev                 | $1.125.189  | Oren Rosen                     |
| 38 | $10.000 No-Limit 2-7 Lowball Draw Championship         | 121        | Pedro Bromfman                | $294.616    | Scott Seiver                   |
| 39 | $3.000 Pot-Limit Omaha 6-Handed                        | 719        | Fabian Brandes                | $371,358    | Leonid Yanovski                |
| 40 | $10.000 Seven Card Stud Hi-Lo 8 or Better Championship | 137        | Daniel Zack                   | $324.174    | David Funkhouser               |
| 41 | $1.000 Super Turbo Bounty No-Limit Hold'em             | 2.227      | Ramsey Stovall                | $191.223    | Timothy Heng                   |
| 42 | $100.000 High Roller No-Limit Hold'em                  | 62         | Aleksejs Ponakovs             | $1.897.363  | Phil Ivey                      |
| 43 | $500 Freezeout No-Limit Hold'em                        | 4.786      | David Perry                   | $241.729    | Chris Moorman                  |
| 44 | $10.000 H.O.R.S.E. Championship                        | 192        | Andrew Yeh                    | $487.129    | Craig Chait                    |
| 45 | $1.500 Pot-Limit Omaha                                 | 1.437      | Phil Hui                      | $311.782    | Daniel Tordjman                |
| 46 | $5.000 No-Limit Hold'em 6-Handed                       | 920        | Jonathan Pastore              | $771.765    | Stephen Song                   |
| 47 | $1.000 Seniors No-Limit Hold'em Championship           | 7.188      | Eric Smidinger                | $694.909    | Ben Sarnoff                    |
| 48 | $1.500 Eight Game Mix 6-Handed                         | 695        | Menikos Panagiotou            | $180.783    | Nick Yunis                     |
| 49 | $2.000 No-Limit Hold'em                                | 1.977      | Simeon Spasov                 | $527.944    | Mike Watson                    |
| 50 | $250.000 Super High Roller No-Limit Hold'em            | 56         | Alex Foxen                    | $4.563.700  | Brandon Steven                 |
| 51 | $400 Colossus No-Limit Hold'em                         | 13.565     | Paul Hizer                    | $414.490    | Sam Laskowitz                  |
| 52 | $2.500 Nine Game Mix 6-Handed                          | 456        | KT Park                       | $219.799    | André Akkari                   |
| 53 | $5.000 Mixed No-Limit Hold'em/Pot-Limit Omaha          | 788        | João Simão                    | $686.242    | Marius Gierse                  |
| 54 | $500 Salute to Warriors No-Limit Hold'em               | 3.209      | James Todd                    | $161.256    | Brett Coltman                  |
| 55 | $1.000 Tag Team No-Limit Hold'em                       | 913        | Espen Jørstad Patrick Leonard | $74.042     | Jamie Kerstetter Corey Paggeot |
| 56 | $50.000 The Poker Players Championship                 | 112        | Daniel Cates                  | $1.449.103  | Yuri Dzivielevski              |
| 57 | $600 Deepstack Championship No-Limit Hold'em           | 4.913      | Tamas Lendvai                 | $299.464    | Frank Reichel                  |
| 58 | $1.500 Pot-Limit Omaha Hi-Lo 8 or Better               | 1.303      | Lawrence Brandt               | $289.610    | Corey Wade                     |
| 59 | $1.000 Super Seniors No-Limit Hold'em                  | 2.668      | Massoud Eskandari             | $330.609    | Jennifer Gianera               |
| 60 | $10.000 Short Deck No-Limit Hold'em                    | 110        | Shota Nakanishi               | $277.212    | Ben Lamb                       |
| 61 | $10.000/$1.000 Ladies No-Limit Hold'em Championship    | 1.074      | Jessica Teusl                 | $166.975    | Julie Le                       |
| 62 | $1.500 Super Turbo Bounty No-Limit Hold'em             | 2.569      | Dash Dudley                   | $301.396    | David Sanchez                  |
| 63 | $10.000 Pot-Limit Omaha Hi-Lo 8 or Better Championship | 284        | Eli Elezra                    | $611.362    | David Rheem                    |
| 64 | $600 Pot-Limit Omaha Deepstack                         | 2.858      | Konstantin Angelov            | $199.466    | Gregg Merkow                   |
| 65 | $3.000 Freezeout No-Limit Hold'em                      | 1.359      | David Jackson                 | $598.173    | Phil Hellmuth                  |
| 66 | $1.000 Mini Main Event No-Limit Hold'em                | 5.832      | Young Sik Eum                 | $594.189    | Cosmin Joldis                  |
| 67 | $10.000 Super Turbo Bounty No-Limit Hold'em            | 419        | Nacho Barbero                 | $587.520    | Fabiano Kovalski               |
| 68 | $1.000 Million Dollar Bounty No-Limit Hold'em          | 14.112     | Quincy Borland                | $750.120    | Kevin Hong                     |
| 69 | $10.000 Pot-Limit Omaha 8-Handed Championship          | 683        | Sean Troha                    | $1.246.770  | Shiva Dudani                   |
| 70 | $10.000 No-Limit Hold'em Main Event                    | 8.663      | Espen Jørstad                 | $10.000.000 | Adrian Attenborough            |
| 71 | $1.111 One More for One Drop No-Limit Hold'em          | 5.702      | Mike Allis                    | $535.610    | Ryan Riess                     |
| 72 | $1.500 Mixed Omaha                                     | 771        | Bradley Anderson              | $195.565    | Scott Abrams                   |
| 73 | $1.500 Razz                                            | 383        | Daniel Strelitz               | $115.723    | Lynda Tran                     |
| 74 | $1.500 Bounty Pot-Limit Omaha                          | 1.390      | Pei Li                        | $190.219    | Nolan King                     |
| 75 | $777 Lucky 7's No-Limit Hold'em                        | 6.891      | Gregory Teboul                | $777.777    | Rodney Turvin                  |
| 76 | $1.979 Poker Hall of Fame Bounty No-Limit Hold'em      | 865        | Hong Jin-ho                   | $276.067    | Punnat Punsri                  |
| 77 | $1.500 Mixed No-Limit Hold'em/Pot-Limit Omaha          | 1.234      | Sandeep Pulusani              | $277.949    | Esther Taylor-Brady            |
| 78 | $2.500 No-Limit Hold'em                                | 1.364      | Sebastien Aube                | $499.636    | Julien Loire                   |
| 79 | $10.000 Razz Championship                              | 125        | Julien Martini                | $328.906    | Hal Rotholz                    |
| 80 | $600 Mixed No-Limit Hold'em/Pot-Limit Omaha Deepstack  | 2.107      | Romans Voitovs                | $158.609    | Michael Dobbs                  |
| 81 | $5.000 Freezeout No-Limit Hold'em 8-Handed             | 756        | Mo Arani                      | $665.459    | Johannes Straver               |
| 82 | $800 No-Limit Hold'em Deepstack 8-Handed               | 2.812      | Richard Alsup                 | $272.065    | Gary Whitehead                 |
| 83 | $50.000 High Roller No-Limit Hold'em                   | 97         | João Vieira                   | $1.384.413  | Lander Lijo                    |
| 84 | $3.000 H.O.R.S.E.                                      | 328        | Lawrence Brandt               | $205.139    | Roberto Marin                  |
| 85 | $1.500 The Closer No-Limit Hold'em                     | 2.968      | Minh Nguyen                   | $536.280    | Ahmed Karrim                   |
| 86 | $10.000 No-Limit Hold'em 6-Handed Championship         | 394        | Gregory Jensen                | $824.649    | Pavel Plesuv                   |
| 87 | $5.000 No-Limit Hold'em 8-Handed                       | 573        | Michael Wang                  | $541.604    | Farid Jattin                   |
| 88 | $1.000 Super Turbo No-Limit Hold'em                    | 1.282      | Jaspal Brar                   | $190.731    | Jesse Lonis                    |

## Main Event 2022
Het Main Event is een pokertoernooi dat geldt als belangrijkste evenement in het programma dat aangeboden wordt tijdens de jaarlijkse World Series of Poker (WSOP).

### Finaletafel
| Naam                | Aantal chips (percentage van het totaal) | Bracelets | Uitbetalingen* | Verdiensten* |
| ------------------- | ---------------------------------------- | --------- | -------------- | ------------ |
| Matthew Su          | 80.800.000 (15,5%)                       | 0         | 0              | 0            |
| Matija Dobric       | 78.950.000 (15,2%)                       | 0         | 11             | $235.513     |
| Espen Jørstad       | 68.400.000 (13,2%)                       | 1         | 22             | $810.052     |
| Michael Duek        | 65.075.000 (12,5%)                       | 0         | 4              | $608.839     |
| Jeffrey Farnes      | 56.150.000 (10,8%)                       | 0         | 6              | $27.509      |
| Aaron Duczak        | 55.400.000 (10,7%)                       | 0         | 35             | $144.269     |
| John Eames          | 54.950.000 (10,6%)                       | 0         | 18             | $273.286     |
| Adrian Attenborough | 44.200.000 (8,5%)                        | 0         | 5              | $27.659      |
| Philippe Souki      | 15.900.000 (3,1%)                        | 0         | 7              | $39.067      |

*Verdiensten tijdens alle World Series of Poker-evenementen tot aan de start van het Main Event 2022

### Uitslag finaletafel
| Plaats | Naam                | Prijs       |
| ------ | ------------------- | ----------- |
| 1ste   | Espen Jørstad       | $10.000.000 |
| 2de    | Adrian Attenborough | $6.000.000  |
| 3de    | Michael Duek        | $4.000.000  |
| 4de    | John Eames          | $3.000.000  |
| 5de    | Matija Dobric       | $2.250.000  |
| 6de    | Jeffrey Farnes      | $1.750.000  |
| 7de    | Aaron Duczak        | $1.350.000  |
| 8ste   | Philippe Souki      | $1.075.000  |
| 9de    | Matthew Su          | $850.675    |

## Bracelet nummer twee of meer
Voor een aantal spelers die tijdens de WSOP 2022 een toernooi en een daarbij behorende gouden 'bracelet' (armband) wonnen, was dit niet hun eerste. Voor de volgende spelers was dit bracelet twee of meer:
| - Brian Hastings (6) - Eli Elezra (5) - Adam Friedman (5) - Jeremy Ausmus (4) - Julien Martini (4) - David Peters (4) - Bradley Ruben (4) - Scott Seiver (4) - Dash Dudley (3) - Phil Hui (3) - Daniel Zack (2 en 3) - Steve Albini (2) - Daniel Cates (2) | - Robert Cowen (2) - David Jackson (2) - Yuliyan Kolev (2) - Justin Pechie (2) - Aleksejs Ponakovs (2) - Sandeep Pulusani (2) - João Simão (2) - Daniel Strelitz (2) - João Vieira (2) - Michael Wang (2) - Lawrence Brandt (1 en 2) - Espen Jørstad (1 en 2) |

## Speler van het jaar
De WSOP reikt sinds 2004 een WSOP Player of the Year-prijs uit aan de speler die tijdens de betreffende jaargang de meeste punten scoort. Hiervoor tellen alleen toernooien mee waaraan iedereen mee kan doen, de spelen die alleen toegankelijk zijn voor vrouwen, teams, senioren en casino-medewerkers niet.
| Plek | Naam           | Punten  | Bracelets |
| ---- | -------------- | ------- | --------- |
| 1    | Daniel Zack    | 4530,64 | 2         |
| 2    | Daniel Weinman | 4040,20 | 1         |
| 3    | Koray Aldemir  | 3275,02 | 0         |
| 4    | Shaun Deeb     | 3197,65 | 0         |
| 5    | David Peters   | 2982,08 | 1         |
| 6    | Yueqi Zhu      | 2766,27 | 0         |
| 7    | João Vieira    | 2752,88 | 1         |
| 8    | João Simão     | 2735,76 | 1         |
| 9    | Alex Foxen     | 2548,47 | 1         |
| 10   | Brian Rast     | 2520,06 | 0         |